# Балта Чокрак
Балта̀ Чокра̀к е изчезнало село в днешната Автономна република Крим, южна Украйна.
Било е разположено в близост до съвременното село Скалистое в южната част на полуостров Крим, на северозападните склонове на Кримските планини и на 22 km югозападно от град Симферопол. Балта Чокрак е татарско село, чието население се изселва след завладяването на Крим от Руската империя в края на XVIII век. През 1806 година в селото са заселени българи, а след това и гърци от Мала Азия.
Селището остава предимно гръцко-българско до 1944 година, когато при насилствената русификация на Крим цялото му население е изселено в Пермска област и Средна Азия. На мястото на дотогавашните жители са заселени руснаци, но през 1968 година селото е закрито.